# Piazza C.L.N.
La Piazza C.L.N. (acronyme de Comité de libération nationale) est une petite place située dans le centre historique de Turin, juste derrière les deux églises jumelles de la Piazza San Carlo (Sainte-Christine et Saint-Charles), le long de l'axe de la Via Roma (it), en direction de la Piazza Carlo Felice et des jardins Sambuy. Avant 1935, elle était connue sous le nom de « Piazza delle Due Chiese ». 

## Histoire et description
L'aspect rationaliste d'aujourd'hui date de la rénovation entreprise en 1935 par Marcello Piacentini, en pleine période fasciste, du deuxième tronçon de la Via Roma et ses environs. Initialement, il était prévu d'ériger des statues de Benito Mussolini et de Victor-Emmanuel III de Savoie, ainsi que deux fontaines placées à l'arrière des deux églises, avec des allégories anthropomorphes des fleuves Pô et Doire Ripaire ; toutefois, seules les deux dernières sculptures ont été réalisées. La petite place a ensuite été rebaptisée « Piazza delle Due Fontane », en l'honneur de deux fontaines qui ont été réalisées par le sculpteur Umberto Baglioni en 1937.
Pendant l'occupation allemande de la Seconde Guerre mondiale, la place était tristement célèbre car elle abritait le quartier général de la Gestapo, situé à l'Albergo Nazionale. La place a ensuite été baptisée du nom du Comité de libération nationale, qui s'est formé en Italie à la chute du fascisme. 

## Les fontaines jumelles
Les deux fontaines, qui avaient connu une renommée internationale en 1975 car elles avaient été choisies par Dario Argento pour figurer dans certaines scènes de son film culte Les Frissons de l'angoisse (Profondo rosso), ont été vidées et mises hors service en 1987 en raison de l'usure de la couverture de la piscine et du système d'eau. Ce n'est qu'en 2005, après presque vingt ans d'abandon et de négligence, qu'une importante restauration, qui a duré plusieurs mois, a remis les deux fontaines en service. En avril 2013, la fontaine dédiée au fleuve Pô a été vidée et temporairement mise hors service après qu'une fissure dans le bassin a causé des dommages au parking situé en dessous en raison d'infiltrations massives.
En 2014, la fontaine Dora a également été vidée et restaurée. Les fontaines ont toutes deux été réinaugurées le 23 décembre de la même année, lors d'une cérémonie à laquelle assistait le maire de la capitale piémontaise de l'époque, Piero Fassino.
En 2017, un morceau de corniche en marbre provenant de l'arrière de l'église Sainte-Christine est tombé sur la fontaine dédiée à la Doire Ripaire, heureusement sans dommage pour le monument ou les passants. 

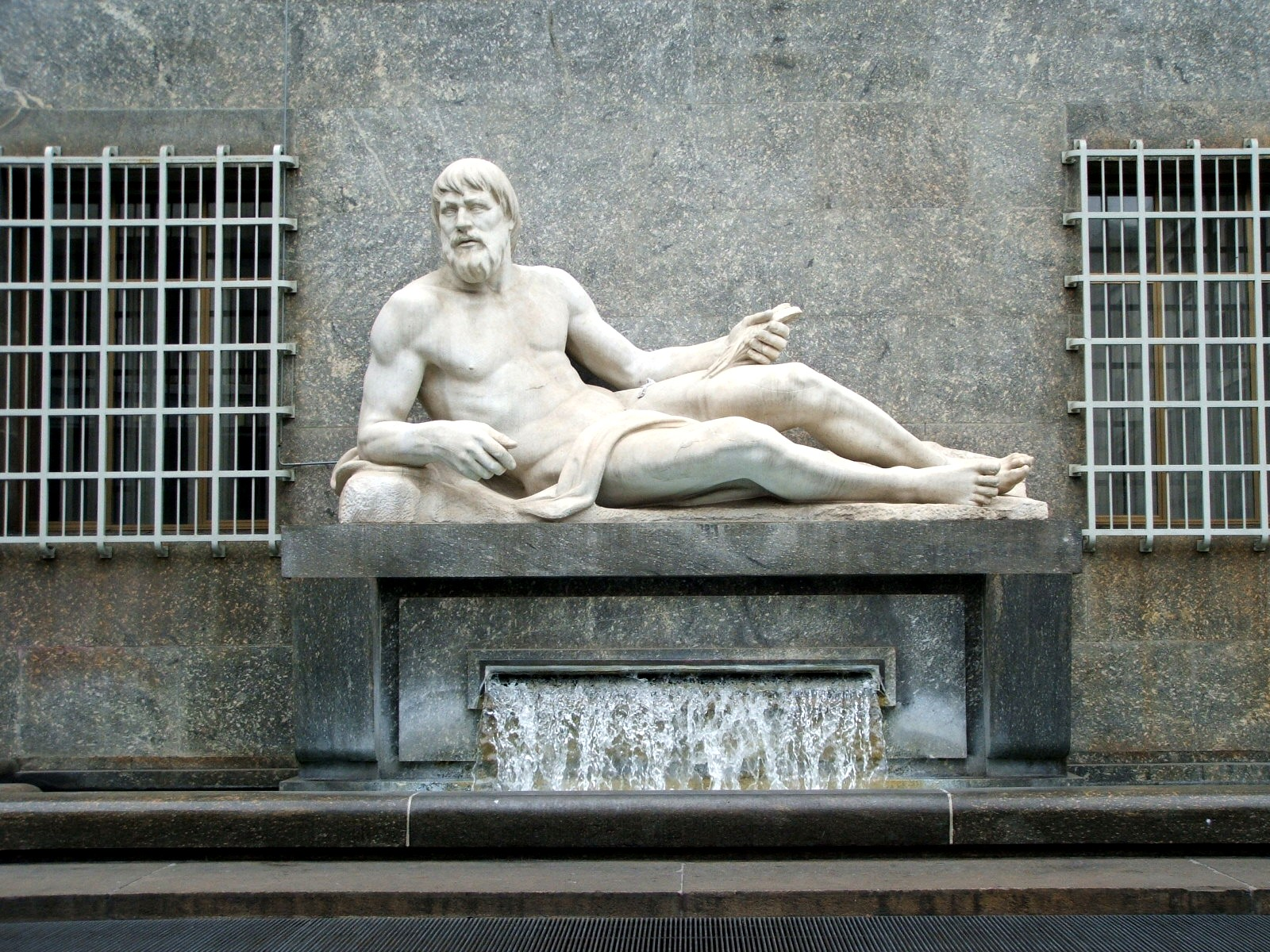
Statue représentant le fleuve Pô.
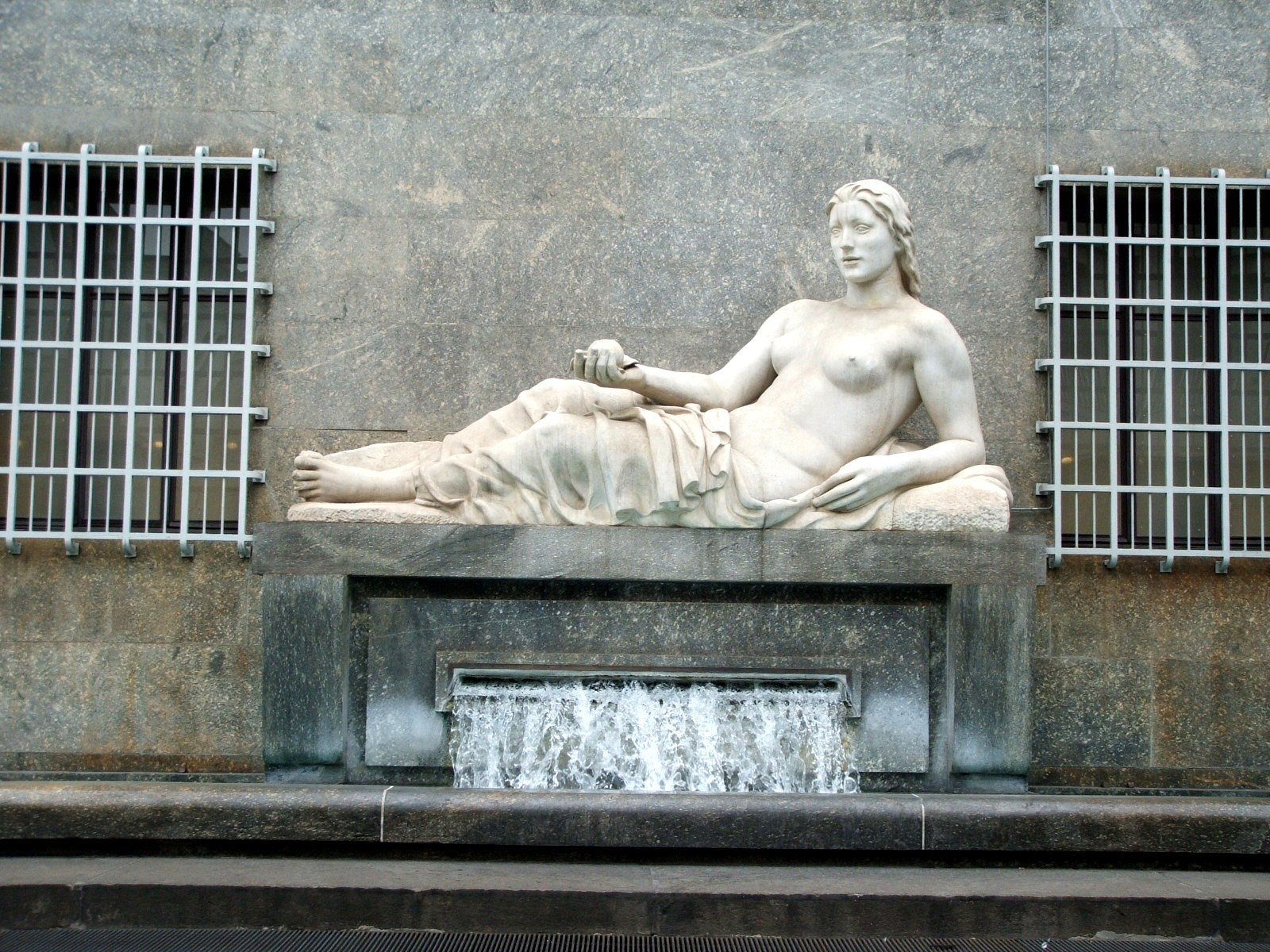
Statue représentant l'affluent Doire Ripaire.

## Projets à venir
Selon le projet approuvé en 2008 par la Région Piémont, la place sera affectée par les travaux de la ligne 2 du métro, qui comprend la construction de l'arrêt C.L.N.